# Vụ án Tamam Shud
 Vụ án Tamám Shud, còn được gọi là bí ẩn của người đàn ông Somerton, là một vụ án chưa được giải quyết về cái chết của một người đàn ông không xác định được phát hiện lúc 6 giờ 30 phút sáng, ngày 1 tháng 12 năm 1948, trên bãi biển công viên Somerton, ngay phía nam thành phố Adelaide, Nam Úc. Vụ án được đặt tên theo cụm từ tiếng Ba Tư tamám shud, có nghĩa là "đã kết thúc" hoặc "đã kết thúc", được in trên một mẩu giấy trong túi quần của người đàn ông mà cảnh sát tìm ra vài tháng sau đó. Mảnh giấy đã bị xé từ trang cuối cùng của một bản sao Rubaiyat của Omar Khayyám, sáng tác bởi nhà thơ thế kỷ 12 là Omar Khayyám. Tamám đã bị viết sai thành Tamán trong nhiều báo cáo đầu tiên, và lỗi này thường được lặp lại, dẫn đến sự nhầm lẫn về tên trên phương tiện truyền thông.
Sau khi cảnh sát công bố vụ án, cuốn sách bị xé đã được tìm thấy. Ở bìa sau, trong các vết lõm từ chữ viết tay, các thám tử thấy được một số điện thoại địa phương, một số không xác định khác và một đoạn văn bản giống như tin nhắn được mã hóa. Văn bản vẫn chưa được giải mã hoặc giải thích theo cách thỏa mãn các cơ quan chức năng về vụ việc.
Vụ án đã được xem xét từ giai đoạn đầu của cuộc điều tra của cảnh sát, trở thành "một trong những bí ẩn kì bí nhất của Úc". Từ khi đó, đã có những suy đoán về danh tính của nạn nhân, nguyên nhân chết của người này và các sự kiện dẫn đến cái chết. Sự quan tâm của công chúng đối với vụ việc rất rõ ràng vì nhiều lý do: cái chết xảy ra vào thời điểm căng thẳng quốc tế leo thang sau khi Chiến tranh Lạnh bắt đầu; sự xuất hiện của mật mã; khả năng sử dụng chất độc không thể phát hiện; sự bất lực của chính quyền trong việc xác định người chết.
Ngoài sự quan tâm mạnh mẽ của công chúng Úc vào cuối những năm 1940 và đầu những năm 1950, vụ án Tamám Shud cũng thu hút sự chú ý của cộng đồng quốc tế. Cảnh sát Nam Úc đã tham khảo ý kiến của các đối tác nước ngoài và cung cấp thông tin về người chết trên phạm vi quốc tế, nhằm xác định danh tính của người này. Hình ảnh của người đàn ông và dấu vân tay chi tiết của ông này không mang lại kết quả. Ví dụ, tại Hoa Kỳ, FBI không thể khớp dấu vân tay của người chết với các bản in được lấy từ các tập tin của tội phạm trong nước. Scotland Yard cũng được yêu cầu hỗ trợ, nhưng không thể đưa ra bất kỳ thông tin nào.
Trong những năm gần đây, bằng chứng mới đã xuất hiện, gồm một thẻ nhận dạng cũ có thể xác định người đàn ông Somerton là một H. C. Reynolds và các  về chân tóc được tìm thấy trên tượng thạch cao. phân tích DNA.
Vào ngày 26 tháng 7 năm 2022, giáo sư Derek Abbott của trường Đại học Adelaide, với sự hợp tác của nhà phả hệ học Colleen M. Fitzpatrick, đã tuyên bố xác định người đàn ông này là Carl "Charles" Webb, một kỹ sư điện và chuyên gia dụng cụ khoa học sinh năm 1905, bằng DNA từ tóc của người này. Cảnh sát Nam Úc và Viện Pháp y Nam Úc vẫn chưa kiểm chứng kết quả điều tra nhưng họ mong sẽ sớm có thể xác nhận.

## Quá trình tìm thấy tử thi

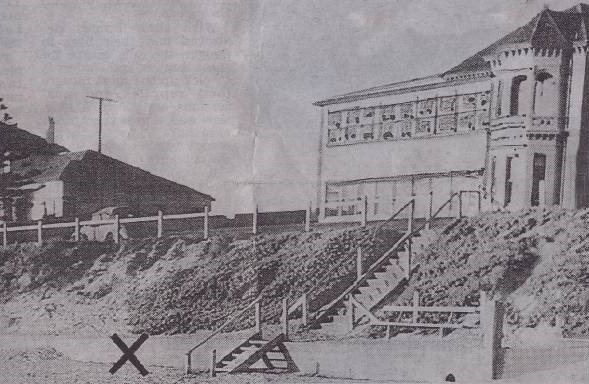
Vị trí trên bãi biển Somerton nơi tìm thấy xác chết được đánh dấu bằng chữ 'X'

Vào ngày 1 tháng 12, năm 1948, lúc 6 giờ 30 phút sáng, cảnh sát đã được thông báo sau khi xác của một người đàn ông được phát hiện trên bãi biển Somerton gần Glenelg, khoảng 11 km (6,8 mi) phía Tây Nam thành phố Adelaide, Nam Úc. Thi thể được tìm thấy nằm trên cát, đối diện nhà trẻ em tàn phế, nằm ở góc của Esplanade và Bickford Terrace. Người này nằm ngửa, đầu tựa vào kè ven biển, hai cẳng chân mở rộng và hai bàn chân bắt chéo vào nhau. Người ta tin rằng ông ta đã chết trong khi ngủ. Một điếu thuốc mới nằm trên cổ áo bên phải áo khoác. Trong túi của người này có một vé đường sắt hạng hai chưa được sử dụng cho chặng từ Adelaide đến Henley Beach, một vé xe buýt từ thành phố (không rõ là đã dùng hay chưa), một chiếc lược nhôm của Mỹ, một nửa gói kẹo cao su Juicy Fruit, một gói thuốc lá của Army Club chứa bảy điếu thuốc của một nhãn hiệu khác và một hộp diêm Bryant &amp; May đầy.
Các nhân chứng cho biết, vào tối ngày 30 tháng 11, họ đã nhìn thấy một cá nhân giống như người đàn ông trong vụ án nằm ngửa ở cùng một nơi và vị trí gần nhà trẻ em tàn phế - nơi tìm thấy xác chết. Một cặp vợ chồng nhìn thấy ông ta vào khoảng 7 giờ tối, nói rằng họ đã thấy ông này mở rộng tối đa cánh tay phải và sau đó thả xuống. Một cặp đôi khác nhìn thấy ông ta trong khoảng 7 giờ 30 phút tối đến 8 giờ tối, khi đèn đường bật sáng, kể lại rằng họ không thấy ông này di chuyển trong suốt nửa tiếng đồng hồ, dẫu họ có cảm thấy rằng vị trí của ông ta đã thay đổi. Tuy họ cho rằng việc ông ta không phản ứng dù có muỗi là một điều bất thường, nhưng họ đã nghĩ rằng nhiều khả năng ông ta đã say rượu hoặc đã ngủ. Vì thế, họ không tìm hiểu thêm. Một nhân chứng đã nói với cảnh sát rằng cô nhìn thấy một người đàn ông khác đứng trên bậc thang dẫn ra bãi biển nhìn xuống người đàn ông đang ngủ.  Các nhân chứng cho biết thi thể vẫn ở vị trí tương tự khi cảnh sát tới.
Vào năm 1959, một người báo cáo với cảnh sát rằng ông và ba người khác đã nhìn thấy một người đàn ông ăn mặc bảnh bao, vác một người đàn ông khác trên vai dọc theo bãi biển Somerton vào đêm trước ngày tìm thấy thi thể. Một báo cáo của cảnh sát đã được thực hiện bởi Thám tử Don O'Doherty.
Theo nhà nghiên cứu bệnh học John Burton Cleland, người đàn ông có ngoại hình của "người Anh", khoảng 40 - 45 tuổi; có "tình trạng thể chất hàng đầu".  Ông ta cao "180 cm (5 ft 11 in), đôi mắt màu xám, tóc màu gừng và hơi xám quanh thái dương, bờ vai rộng và eo hẹp, bàn tay và móng tay không có dấu hiệu của lao động chân tay, những ngón chân to nhỏ bó vào nhau như hình nêm, giống như vũ công hoặc người đi giày bốt có mũi nhọn; cơ bắp chân cao, tương xứng với những người thường xuyên đi giày bốt, đi giày cao gót hoặc biểu diễn múa ba lê". Ông ta mặc áo sơ mi trắng; cà vạt màu đỏ, trắng và xanh; quần nâu; vớ và giày; một chiếc áo thun dệt kim màu nâu và áo khoác đôi màu xám và nâu thời trang được may theo kiểu "Mỹ". Tất cả các nhãn trên quần áo của ông ta đã bị xóa, và ông ta không có mũ (đây là điều không bình thường vào năm 1948) hoặc ví. Ông ta là người cạo râu sạch sẽ  nhưng không mang theo giấy tờ tùy thân, khiến cảnh sát tin rằng ông ta đã tự sát. Sau cùng, hồ sơ nha khoa của ông không hề khớp với bất kỳ người nào.

Khám nghiệm tử thi đã được tiến hành, thời gian tử vong ước tính là vào khoảng 2 giờ sáng ngày 1/12.
 Trái tim có kích thước bình thường và bình thường theo mọi cách... các mạch nhỏ không thường thấy trong não có thể dễ dàng nhận thấy khi bị xung huyết. Họng có tình trạng tắc nghẽn và thực quản bị che phủ bằng trắng của lớp bề mặt của niêm mạc với một vết loét ở giữa. Dạ dày bị tắc nghẽn sâu... Có tắc nghẽn ở nửa sau của tá tràng. Có máu trộn với thức ăn trong dạ dày. Cả hai quả thận đều bị tắc nghẽn và gan chứa quá nhiều máu trong mạch.... Lá lách to lớn đáng kinh ngạc... gấp khoảng 3 lần kích thước bình thường... có sự phá hủy trung tâm của các thùy gan khi quan sát dưới kính hiển vi.... Xuất huyết viêm dạ dày cấp tính, tắc nghẽn gan và lách rộng, và tắc nghẽn não.
 Khám nghiệm tử thi cũng cho thấy bữa ăn cuối cùng của người đàn ông là một loại bột nhão, được ăn từ ba đến bốn giờ trước khi chết, nhưng các xét nghiệm không tìm ra bất kỳ chất lạ nào trong cơ thể. Nhà nghiên cứu bệnh học - Tiến sĩ Dwyer kết luận: "Tôi khá bị thuyết phục rằng cái chết không là do tự nhiên... tôi cho rằng chất độc là một barbiturat hoặc chất thôi miên hoà tan". Mặc dù ngộ độc vẫn là một mối nghi ngờ hàng đầu, nhưng loại bột nhão này không được cho là nguồn gốc của chất độc. Ngoài ra, nhân viên điều tra không thể đưa ra kết luận về danh tính của người đàn ông, nguyên nhân cái chết, hoặc liệu người đàn ông được nhìn thấy còn sống ở bãi biển Somerton vào tối ngày 30 tháng 11 liệu có phải là cùng một người hay không, vì không ai nhìn thấy khuôn mặt của ông ta lúc đó. Thi thể sau đó được ướp vào ngày 10 tháng 12 năm 1948 sau khi cảnh sát không thể nhận dạng tích cực. Cảnh sát cho biết đây là lần đầu tiên họ biết rằng cần phải có hành động như vậy.

## Điều tra chiếc vali

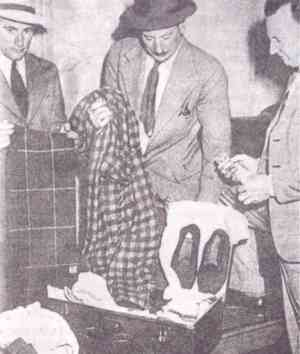
Vali và các món hành lý được tìm thấy tại nhà ga đường sắt Adelaide. Từ trái sang phải là các thám tử Dave Bartlett, Lionel Leane và Len Brown.

Vào ngày 14 tháng 1 năm 1949, các nhân viên tại nhà ga đường sắt Adelaide phát hiện ra một chiếc vali màu nâu đã bị gỡ bỏ nhãn hiệu. Nó được kiểm tra trong phòng làm việc của nhà ga sau 11 giờ sáng ngày 30 tháng 11 năm 1948. Người ta tin rằng chiếc vali thuộc về người đàn ông được tìm thấy trên bãi biển. Trong vali là một chiếc áo choàng màu đỏ (có hoạ tiết là các ô vuông nhỏ - checked dressing gown); một đôi dép có kích cỡ bảy, màu đỏ; bốn cặp quần lót; đồ ngủ; đồ cạo râu; một chiếc quần dài màu nâu nhạt có cát ở cổ tay áo; tuốc nơ vít của thợ điện; một con dao bàn bị xén xuống thành một dụng cụ ngắn và sắc bén; một đôi kéo với điểm nhọn; một miếng kẽm nhỏ hình vuông, được cho là dùng làm vỏ bảo vệ cho con dao, kéo và một bàn chải khuôn (stencilling), như thường được sử dụng bởi thuyền phó ba trên tàu buôn kiện hàng stencil.
Trong vali còn có một thẻ chỉ (thread card) của thương hiệu Barbour thuộc "loại khác thường" và không có ở Úc. Nó cũng giống như loại chỉ được dùng để sửa lớp lót trong túi quần mà người chết đang mặc. Tất cả các dấu hiệu nhận dạng trên quần áo đã bị xóa nhưng cảnh sát tìm thấy tên "T. Keane" trên cà vạt, "Keane" trên túi giặt và "Kean" (không có chữ e cuối cùng) trên áo gi-lê, cùng với ba vết giặt khô; 1171/7, 4393/7 và 3053/7. Cảnh sát tin rằng người tháo thẻ quần áo đều bỏ qua ba vật phẩm này hoặc cố tình để lại thẻ "Keane" trên quần áo, biết rằng Keane không phải là tên của người chết. Với việc chia phần thời chiến, quần áo rất khó có được vào thời điểm đó. Mặc dù việc sử dụng thẻ tên là một cách rất phổ biến, nhưng khi mua quần áo cũ, người ta cũng thường loại bỏ thẻ của chủ sở hữu trước đó. Điều bất thường là không tìm thấy chiếc bít tất nào trong vali, và không thấy có thư từ dù cảnh sát tìm thấy bút chì và đồ văn phòng phẩm chưa dùng đến.
Một cuộc tìm kiếm đã đem lại kết luận rằng không quốc gia nói tiếng Anh nào có người tên T. Keane bị mất tích và việc tìm kiếm các nhãn hiệu giặt khô trên toàn thế giới cũng không có kết quả. Tất cả những gì thu được từ chiếc vali là miếng vải hình tam giác phía trước và lông vũ trên một chiếc áo khoác được tìm thấy trong vali cho thấy nó đã được sản xuất tại Hoa Kỳ. Chiếc áo khoác chưa được nhập khẩu, cho thấy người đàn ông đã mua tại Hoa Kỳ hoặc từ một ai khác có khổ người tương tự.
Cảnh sát đã kiểm tra nhật ký các chuyến tàu đến và tin rằng người đàn ông đã đến ga đường sắt Adelaide bằng tàu đêm từ Melbourne, Sydney hoặc Port Augusta. Họ suy đoán ông ta đã tắm và cạo râu tại City Bath liền kề (trên người ông này không có vé của Baths) trước khi quay lại ga tàu để mua vé cho chuyến 10 giờ 50 phút sáng đến bãi biển Henley, và vì lý do nào đó, ông ta đã bỏ lỡ hoặc không bắt được chuyến tàu. Ông ta lập tức kiểm tra chiếc vali của mình tại phòng áo choàng của nhà ga trước khi rời nhà ga và bắt xe buýt thành phố đến Glenelg. Mặc dù được đặt tên là "City Baths", trung tâm không phải là một nhà tắm công cộng mà là một bể bơi công cộng. Các phòng tắm của nhà ga đường sắt liền kề với phòng áo choàng của nhà ga, và nó nằm liền kề với lối ra phía nam của nhà ga vào North Terrace. Có thể đi vào bể bơi City Baths trên đường King William từ lối ra phía bắc của nhà ga thông qua một làn đường. Vào ngày ông ta đến, không có thiết bị phòng tắm nào của nhà ga ở trạng thái không khả dụng.

## Những thắc mắc
Vài ngày sau khi thi thể được tìm thấy, một cuộc điều tra đã được thực hiện bởi Thomas Erskine Cleland, nhưng bị hoãn lại cho đến ngày 17 tháng 6 năm 1949. Nhà nghiên cứu bệnh học John Burton Cleland đã kiểm tra lại tử thi và khám phá ra một số thứ. Cleland nhấn mạnh rằng giày của người đàn ông rất sạch sẽ và dường như đã được đánh bóng gần đây, thay vì đôi giày của người đàn ông như thể đã đi lang thang quanh Glenelg cả ngày như suy đoán trước đó. Ông nói thêm rằng điều này phù hợp với phỏng đoán người đàn ông được đưa đến bãi biển Somerton sau khi đã chết, vì không có bằng chứng nôn mửa và co giật: hai phản ứng sinh lý chính đối với chất độc.
Thomas Cleland suy đoán rằng không nhân chứng nào có thể xác định chính xác người đàn ông họ thấy tối hôm trước đúng là người được phát hiện vào sáng hôm sau, cho nên vẫn có khả năng người đàn ông đã chết ở nơi khác và xác bị vứt đi. Ông nhấn mạnh rằng đây hoàn toàn là suy đoán vì mọi nhân chứng đều tin "chắc chắn là cùng một người" vì cái xác ở cùng một chỗ và nằm trong cùng một vị trí đặc biệt. Ông cũng không tìm thấy bằng chứng nào như thể không biết người chết là ai.
Cedric Stanton Hicks, Giáo sư sinh lý học và dược lý tại Đại học Adelaide, đã làm chứng rằng một nhóm thuốc, biến thể của một loại thuốc trong nhóm mà ông gọi là "số 1" và đặc biệt là "số 2" cực kỳ độc hại liều uống sẽ vô cùng khó khăn nếu không thể xác định được ngay cả khi nó bị nghi ngờ trong trường hợp đầu tiên. Anh ta đưa cho nhân viên điều tra một mảnh giấy có tên của hai loại thuốc được nhập vào là Phụ lục C.18. Những cái tên không được phát hành ra công chúng cho đến những năm 1980 vì vào thời điểm đó chúng "khá dễ mua bởi một người bình thường" từ một nhà hóa học mà không cần phải đưa ra lý do cho việc mua. (Các loại thuốc này sau đó được xác định công khai là digitalis và ouabain, cả hai đều là glycoside tim cardenolide -type.) Ông lưu ý rằng "thực tế" duy nhất không tìm thấy liên quan đến cơ thể là bằng chứng nôn mửa. Sau đó, ông tuyên bố sự vắng mặt của nó không phải là không biết nhưng ông không thể đưa ra một "kết luận thẳng thắn" mà không có nó. Hicks tuyên bố rằng nếu cái chết xảy ra bảy giờ sau khi người đàn ông được nhìn thấy lần cuối di chuyển, nó sẽ ám chỉ một liều lượng lớn mà vẫn không thể phát hiện được. Cần lưu ý rằng chuyển động mà các nhân chứng nhìn thấy lúc 7 giờ tối có thể là cơn co giật cuối cùng trước khi chết.

## Mối liên hệ vớiRubaiyat của Omar Khayyam

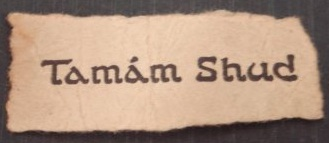
Mảnh giấy với phông chữ đặc biệt được giấu trong quần của người chết, đã bị xé từ trang cuối của ấn bản hiếm New Zealand edition về The Rubaiyat của Omar Khayyam

Cùng thời gian với cuộc điều tra, một mảnh giấy cuộn nhỏ với dòng chữ "Tamám Shud" được in trên đó được tìm thấy trong một túi fob được may trong túi quần của người chết. Các quan chức thư viện công cộng đã gọi để dịch văn bản xác định đó là cụm từ có nghĩa là "đã kết thúc" hoặc "đã kết thúc" được tìm thấy trên trang cuối của Rubaiyat của Omar Khayyam. Của giấy Verso bên là trống. Cảnh sát đã tiến hành một cuộc tìm kiếm trên toàn nước Úc để tìm một bản sao của cuốn sách có một đoạn ngược lại tương tự. Một bức ảnh của mẩu giấy được phát hành cho báo chí.
Sau một kháng cáo công khai của cảnh sát, bản sao của Rubaiyat mà trang này đã bị rách. Một người đàn ông đã cho cảnh sát xem bản dịch Rubaiyat (1859) của Edward FitzGerald (1859), do Whitcombe và Tombs xuất bản ở thành phố Christchurch, New Zealand.  Trung sĩ thám tử Lionel Leane, người chỉ huy cuộc điều tra ban đầu, thường bảo vệ quyền riêng tư của các nhân chứng trong các tuyên bố công khai bằng cách sử dụng bút danh;  Leane nhắc đến người đàn ông tìm thấy cuốn sách với bút danh "Ronald Francis" và ông ta chưa bao giờ được xác định chính thức. "Đức Phanxicô" đã không nghĩ rằng cuốn sách có thể được kết nối với vụ án cho đến khi ông nhìn thấy một bài báo trên tờ báo của ngày hôm trước. Trên bìa sau của cuốn sách, các thám tử xác định vết lõm từ chữ viết tay. Nó gồm một số điện thoại, một số không xác định và một văn bản giống như một tin nhắn được mã hóa. Theo lời khai của cảnh sát, cuốn sách được tìm thấy ở phần để chân đằng sau của một chiếc ô tô, cùng lúc thi thể của người đàn ông được tìm thấy.
Có một số điều không chắc chắn về các trường hợp mà cuốn sách được tìm thấy. Một bài báo đề cập đến cuốn sách rằng nó được tìm thấy khoảng một hoặc hai tuần trước khi tìm thấy thi thể. Cựu thám tử cảnh sát Nam Úc Gerry Feelus (người giải quyết vấn đề như một vụ án bế tắc), báo cáo rằng cuốn sách đã được tìm thấy "ngay sau khi người đàn ông đó được tìm thấy trên bãi biển ở Somerton". Thời điểm này rất có ý nghĩa khi người đàn ông được cho là đã đến Adelaide một ngày trước khi ông ta được tìm thấy trên bãi biển (dựa trên chiếc vali). Nếu cuốn sách được tìm thấy một hoặc hai tuần trước đó, nó gợi ý rằng người đàn ông đã đến Adelaide trước đó hoặc đã ở đây lâu hơn. Hầu hết các ghi chép thể hiện rằng cuốn sách được tìm thấy trong một chiếc xe không khóa đỗ ở đường Jetty, Glenelg - ở chỗ để chân của hàng ghế sau hoặc trên ghế sau.

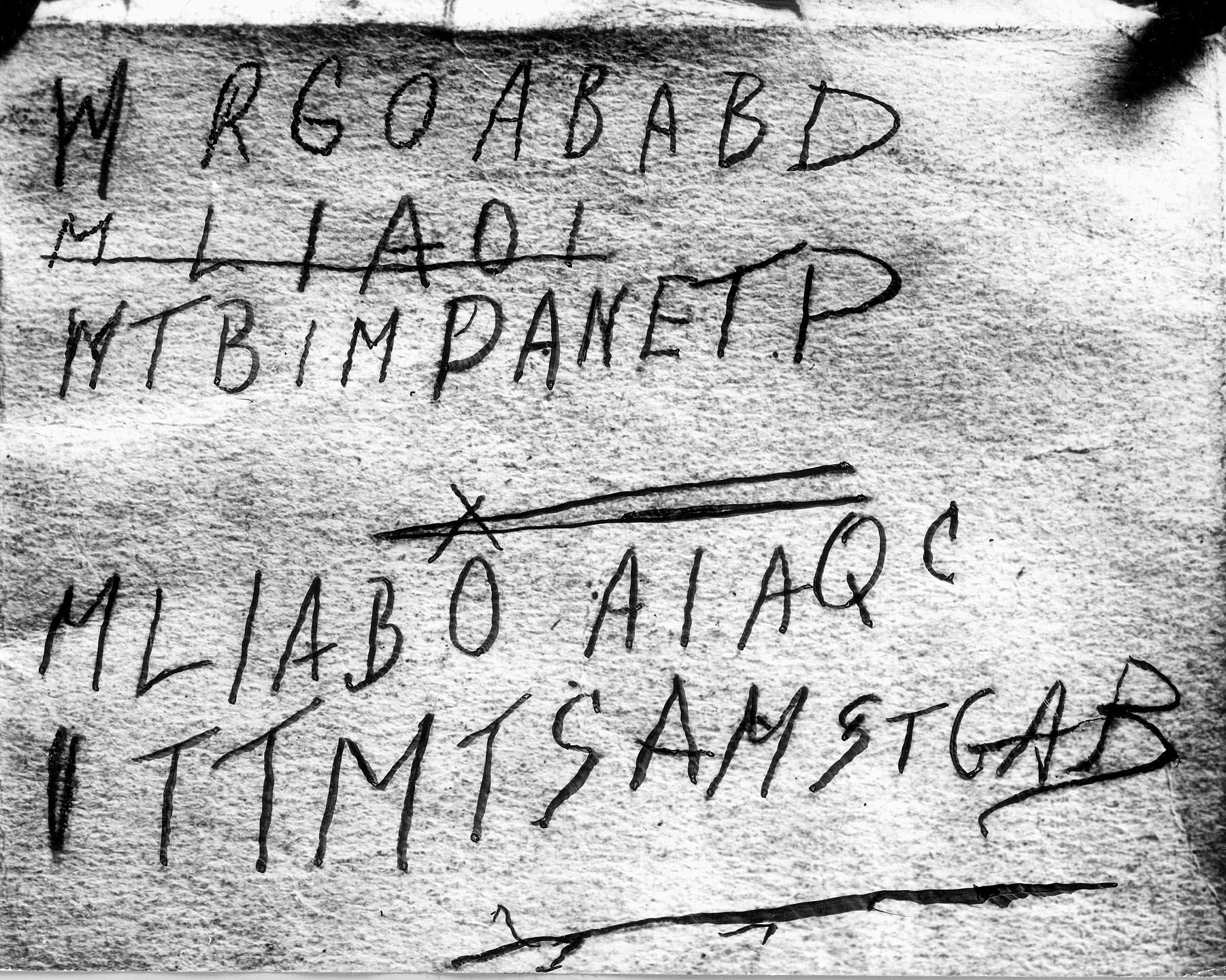
Đoạn chữ viết tay ở mặt sau của một cuốn sách Rubáiyát của Omar Khayyám. Đoạn văn bản được xem là một loại mật mã.

Chủ đề của Rubaiyat của Omar Khayyam là người ta nên sống một cuộc sống trọn vẹn và không tiếc nuối khi nó kết thúc. Chủ đề của bài thơ khiến cảnh sát đưa ra giả thuyết rằng người đàn ông đã tự sát bằng thuốc độc, dù không có bằng chứng nào khác khẳng định giả thuyết này. Cuốn sách bị thiếu dòng chữ "Tamám Shud" trên trang cuối cùng, có mặt trái trống và khi kiểm tra bằng kính hiển vi, người ta thấy được mảnh giấy đã được lấy từ trang bị xé của cuốn sách. Ngoài ra, ở mặt sau của cuốn sách là những vết lõm mờ, là năm dòng văn bản bằng chữ in hoa. Dòng thứ hai đã trong đó bị loại bỏ - dòng được coi là quan trọng, do nó tương đồng với dòng thứ tư và rất có thể nó cho thấy lỗi trong quá trình mã hóa.
WRGOABABD

MLIAOI

WTBIMPANETP

MLIABOAIAQC

ITTMTSAMSTGAB
 Trên cuốn sách, không rõ dòng đầu tiên bắt đầu bằng chữ "M" hay "W", nhưng nhiều người cho rằng nó là chữ W, do sự khác biệt rõ rệt khi so sánh với chữ M. Dường như có một dòng văn bản bị xóa hoặc gạch chân có nội dung "MLIAOI". Dù ký tự cuối cùng trong dòng văn bản này trông giống chữ "L", nhưng khi kiểm tra kỹ hơn thì khá chắc là nó gồm một chữ 'I' và phần kéo dài của đường gạch dùng để xóa hoặc gạch chân dòng văn bản đó. Một chữ "L" khác có đường cong đến phần dưới cùng của ký tự. Ngoài ra còn có một chữ "X" phía trên chữ "O" cuối cùng trong mã và chẳng rõ điều này có ý nghĩa với mã hay không. Ban đầu, các chữ cái được cho là từ vựng trong tiếng nước ngoài trước khi người ta nhận ra đó là mã. Khi đó, các chuyên gia về mã được mời giải mã các dòng ký tự nhưng không thành công. Năm 1978, theo yêu cầu của nhà báo ABC-TV Stuart Littlemore, nhà mật mã của Bộ Quốc phòng đã phân tích đoạn văn bản viết tay. Các nhà mật mã không thể đưa ra "một câu trả lời thỏa đáng": nếu văn bản là một tin nhắn được mã hóa, thì sự ngắn gọn của nó có nghĩa là nó có "ký hiệu không đủ" từ đó có thể trích xuất một ý nghĩa rõ ràng và văn bản có thể là "sản phẩm vô nghĩa" của một "tâm trí lộn xộn" (disturbed mind).
Một số điện thoại cũng được tìm thấy ở phía sau của cuốn sách, thuộc về một y tá tên là Jessica Ellen "Jo" Thomson (1921 - 2007) - sinh Jessie Harkness ở Marrickville, vùng ngoại ô Sydney - người sống ở Moseley St, Glenelg, khoảng 400 mét (1.300 ft) về phía bắc của vị trí tìm thấy thi thể. Khi được cảnh sát phỏng vấn, Thomson nói rằng bà không biết người đàn ông đã chết hay tại sao ông ta lại có số điện thoại của bà và đến vùng ngoại ô vào đêm đó. Tuy nhiên, bà cũng báo cáo rằng, một lần cuối năm 1948, một người đàn ông lạ đã thử tìm đến bà và hỏi một người hàng xóm bên cạnh về bà. Trong cuốn sách về vụ án, Gerry Feelus nói rằng khi ông ta phỏng vấn Thomson (2002), ông ta thấy rằng bà này đang "lảng tránh" hoặc bà ta "không muốn nói về điều đó". Feelus tin rằng Thomson biết danh tính của người đàn ông Somerton. Kate, con gái của Thomson, trong một cuộc phỏng vấn trên truyền hình (2014) với 60 phút, cũng nói rằng cô tin rằng mẹ mình biết người đàn ông đã chết.
Năm 1949, Jessica Thomson yêu cầu cảnh sát không lưu giữ hồ sơ về tên của bà hoặc tiết lộ thông tin của bà cho các bên thứ ba vì điều đó làm bà xấu hổ và có hại cho danh tiếng của bà khi bị liên quan đến vụ án như vậy. Cảnh sát đã đồng ý - đây là một quyết định cản trở các cuộc điều tra sau đó. Trong các phương tiện truyền thông, sách và các cuộc thảo luận khác về vụ án, Thomson thường được nhắc đến bằng nhiều cái tên khác nhau, bao gồm cả biệt danh "Jestyn" và những cái tên như "Teresa Johnson née Powell". Gerry Feelus (2010) tuyên bố ông được gia đình Thomson cho phép tiết lộ tên của bà và của chồng bà - Prosper Thomson. Tuy nhiên, những cái tên mà Feelus sử dụng trong cuốn sách của mình là tên giả. Feelus cũng khẳng định rằng gia đình bà không biết mối liên hệ của bà với vụ án và ông ta đồng ý không tiết lộ danh tính của bà hoặc bất cứ điều gì có thể làm lộ danh tính. Tên thật của bà được coi là quan trọng vì có thể nó là khóa giải mã cho mã có chủ đích.
Khi được trung sĩ Leane cho xem bức tượng bán thân bằng thạch cao của người chết, Thomson nói rằng bà không thể xác định được người đó. Theo Leane, ông mô tả phản ứng của bà khi thấy mẫu thạch cao là "hoàn toàn bất ngờ, đến mức bộc lộ vẻ ngoài như bà sắp ngất đi". Trong một cuộc phỏng vấn nhiều năm sau đó, Paul Lawson - kỹ thuật viên chế tạo bức tượng và có mặt khi Thomson xem tượng - nói rằng sau khi nhìn vào bức tượng bán thân, bà lập tức nhìn đi chỗ khác và không nhìn lại nữa.
Thomson cũng nói rằng khi bà đang làm việc tại Bệnh viện Royal North Shore ở Sydney trong Thế chiến II, bà đã có một bản sao Rubaiyat. Năm 1945, tại khách sạn Clifton Gardens ở Sydney, bà đã đưa nó cho một trung úy quân đội tên Alf Boxall, lúc đó đang phục vụ tại Bộ phận Giao thông đường thủy của Kỹ sư Hoàng gia Úc. Thomson nói với cảnh sát rằng, sau khi chiến tranh kết thúc, bà đã chuyển đến Melbourne và kết hôn. Bà nói rằng bà từng nhận được một lá thư từ Boxall và đã trả lời ông ta rằng bà giờ đây đã kết hôn. (Nghiên cứu tiếp theo cho thấy người chồng tương lai của bà - Prosper Thomson - đang trong quá trình ly hôn với người vợ đầu tiên vào năm 1949, và đến giữa năm 1950 ông ta mới kết hôn với Jessica Harkness). Không có bằng chứng nào cho thấy Boxall có liên hệ với Harkness sau năm 1945.

Sau cuộc trò chuyện với Thomson, cảnh sát nghi ngờ rằng Boxall là người chết. Tuy nhiên, vào tháng 7 năm 1949, ông đã được tìm thấy ở Sydney và trang cuối cùng của bản sao Rubaiyat (theo báo cáo là một ấn bản năm 1924 được xuất bản tại Sydney) vẫn còn nguyên vẹn, với dòng chữ "Tamam Shud". Boxall hiện đang làm việc trong bộ phận bảo trì tại kho xe buýt Randwick (nơi ông đã làm việc trước chiến tranh) và không biết có mối liên hệ nào giữa người chết và bản thân. Trước bản sao của Rubaiyat được trao cho Boxall, Jessica Harkness đã tự ký tên "JEstyn"  [sic] và viết ra câu 70: 
Indeed, indeed, Repentance oft before

I swore—but was I sober when I swore?

And then and then came Spring, and Rose-in-hand

My thread-bare Penitence a-pieces tore.

## Thuyết âm mưu gián điệp
Đã có những người khăng khăng suy đoán rằng người chết là gián điệp, do hoàn cảnh và bối cảnh lịch sử của cái chết.
Ít nhất hai địa điểm tương đối gần với Adelaide đã được các điệp viên quan tâm: mỏ Uranium Radium Hill và Woomera Test Range - một cơ sở nghiên cứu quân sự của Anh-Úc.
Cái chết của người đàn ông trùng hợp với việc tái tổ chức các cơ quan an ninh Úc, đỉnh điểm vào năm sau với việc thành lập Tổ chức Tình báo An ninh Úc (ASIO). Kéo theo đó là một cuộc đàn áp gián điệp của Liên Xô tại Úc, được tiết lộ bởi sự can thiệp của truyền thông Liên Xô theo dự án Venona.
Một giả thuyết khác liên quan đến Alf Boxall, người được cho là có liên quan đến công việc tình báo trong và ngay sau Thế chiến II. Trong một cuộc phỏng vấn trên truyền hình năm 1978, Stuart Littlemore hỏi: "Ông Boxall, ông đã làm việc, chẳng phải vậy sao, trong một đơn vị tình báo, trước khi ông gặp người phụ nữ trẻ này [Jessica Harkness]. Ông đã nói chuyện với bà ấy về điều đó chưa?" Boxall nói "không" và khi Harkness hỏi liệu có thể được biết không, thì Boxall trả lời "trừ khi có người khác nói với bà ấy." Khi Littlemore gợi ý trong cuộc phỏng vấn rằng có thể có mối liên hệ gián điệp với người chết ở Adelaide, Boxall trả lời: "Đó hoàn toàn là một luận điểm khoa trương, phải không?" Hồ sơ phục vụ quân đội của Boxall cho thấy ban đầu ông phục vụ trong Công ty Vận tải Nước thứ 4, trước khi được biệt phái đến Đơn vị Quan sát viên Bắc Úc (NAOU) - một đơn vị hoạt động đặc biệt - và trong thời gian ở NAOU, Boxall đã thăng hạng nhanh chóng: được thăng cấp từ Lance Corporal đến Lieutenant trong vòng ba tháng.

## Sau cuộc điều tra

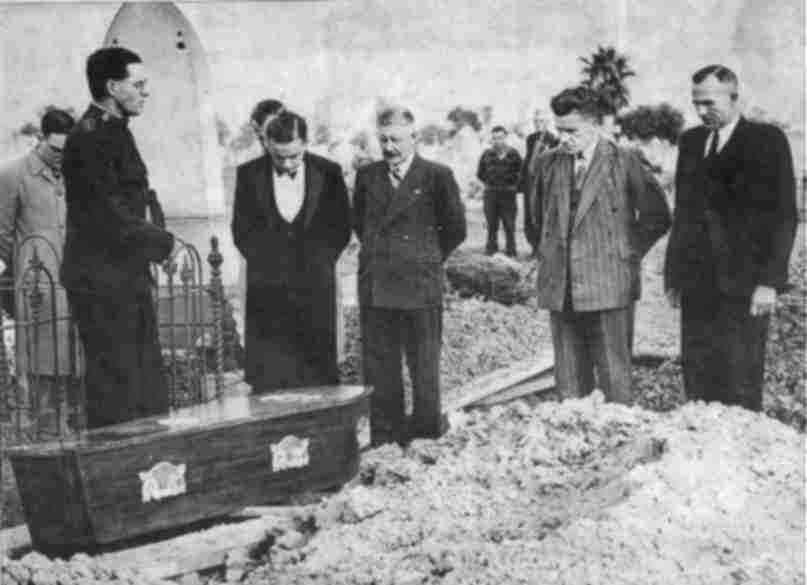
Lễ an táng người đàn ông Somerton vào ngày 14 tháng 6 năm 1949. Bên nấm mồ của ông ta là Đội trưởng Cứu Thế Quân Em Webb, dẫn đầu những người cầu nguyện, với sự tham dự của các phóng viên và cảnh sát.

Năm 1949, thi thể của người đàn ông vô danh đã được chôn cất tại Nghĩa trang West Terrace của thành phố Adelaide, nơi Quân đội Cứu quốc tiến hành dịch vụ. Hiệp hội những người làm sách ở Nam Úc đã trả tiền cho dịch vụ này để giúp người đàn ông không rơi vào tình cảnh của một người bần cùng.
Nhiều năm sau khi chôn cất, hoa bắt đầu xuất hiện trên mộ. Cảnh sát đã thẩm vấn một người phụ nữ rời khỏi nghĩa trang nhưng cô khẳng định mình không biết gì về người đàn ông. Cũng trong khoảng thời gian đó, Ina Harvey, nhân viên tiếp tân của khách sạn Strathmore đối diện ga xe lửa Adelaide, tiết lộ rằng một người đàn ông lạ đã ở trong phòng 21 hoặc 23 vài ngày vào khoảng thời gian diễn ra cái chết của người đàn ông bí ẩn và trả phòng vào ngày 30 tháng 11 năm 1948. Bà nhớ lại rằng ông ta nói tiếng Anh và chỉ mang một chiếc vali nhỏ màu đen, không giống một nhạc sĩ hay bác sĩ. Khi một nhân viên nhìn vào bên trong chiếc vali, anh ta bảo Harvey rằng anh ta đã thấy một vật thể mà theo lời anh ta mô tả là trông giống như một "cây kim".
Vào ngày 22 tháng 11 năm 1959, có thông tin rằng một EB Collins, tù nhân của Nhà tù Whanganui của New Zealand, đã tuyên bố biết danh tính của người đàn ông.

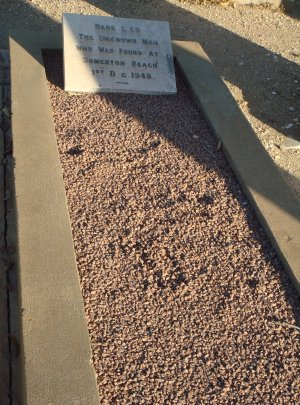
Ngôi mộ của người đàn ông Somerton.

Trong suốt 70 năm kể từ khi phát hiện ra các chữ cái ở phía sau cuốn sách, nhiều tình báo quân đội và hải quân, nhà toán học và người giải mã nghiệp dư đã dốc sức giải mã song không thành công. Vào năm 2004, thám tử về hưu Gerry Feelus đã đề xuất trong một bài báo Sunday Mail rằng dòng cuối cùng "ITTMTSAMSTGAB" có thể là viết tắt của "It's Time To Move To South Australia Moseley Street..." (tạm dịch: "Đã đến lúc di chuyển đến phố Moseley Nam Úc...")(cựu y tá sống ở Phố Moseley, đây là con đường chính đi qua Glenelg). Một phân tích năm 2014 của nhà ngôn ngữ học tính toán John Rehling ủng hộ mạnh mẽ luận điểm rằng các chữ cái này là các chữ cái đầu của một đoạn văn bản tiếng Anh, nhưng không tìm thấy sự trùng khớp nào trong những khảo sát lớn về văn học, và kết luận rằng các chữ cái có thể được viết như một dạng tốc ký, không phải là mã hoá, và văn bản gốc có thể chẳng bao giờ được xác định.

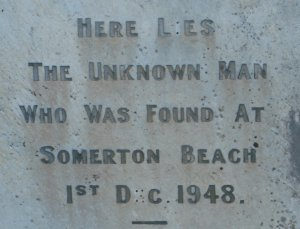
Địa điểm chôn cất đơn giản của người đàn ông vô danh tại Nghĩa trang West Terrace ở thành phố Adelaide.

Tập đoàn truyền hình Úc, trong loạt phim tài liệu Inside Story, năm 1978 đã sản xuất một chương trình về vụ án Tamam Shud, mang tên Bí ẩn bãi biển Somerton (The Somerton Beach Mystery), nơi phóng viên Stuart Littlemore điều tra vụ án, bao gồm phỏng vấn Boxall - người không thể thêm thông tin mới về vụ án, Paul Lawson - người đã tạo ra các tấm thạch cao về tử thi, và người từ chối trả lời một câu hỏi về việc liệu có ai đã có xác định tích cực về cái xác.
Năm 1994, John Harber Phillips - Chánh án Victoria và Chủ tịch Viện Pháp y Victoria - đã xem xét vụ việc để xác định nguyên nhân cái chết và kết luận rằng "Có vẻ như rất ít nghi ngờ đó là ngộ độc digoxin"  Phillips củng cố kết luận của mình bằng cách chỉ ra rằng các bộ phận cơ thể đã bị ứ máu, phù hợp với ngộ độc digoxin, thiếu bằng chứng về bệnh tự nhiên và "the absence of anything seen macroscopically which could account for the death" (tạm dịch: "sự thiếu vắng của bất cứ thứ gì về mặt vĩ mô có thể giải thích cho cái chết").
Cựu tổng giám đốc Nam Úc Len Brown - người làm việc trong vụ án vào những năm 1940 - nói rằng ông tin người đàn ông đến từ một quốc gia trong Hiệp ước Warsaw, dẫn đến việc cảnh sát không thể xác nhận danh tính của người đàn ông.
Hiệp hội lịch sử cảnh sát Nam Úc giữ bức tượng bán thân, có những sợi tóc của người đàn ông còn vương trong đó. Mọi nỗ lực xác định cơ thể đã bị cản trở bởi formaldehyd hóa đã phá hủy phần lớn DNA của người đàn ông. Bằng chứng quan trọng khác không còn tồn tại, chẳng hạn như chiếc vali màu nâu, đã bị phá hủy vào năm 1986. Ngoài ra, các lời khai của nhân chứng đã biến mất khỏi hồ sơ cảnh sát trong những năm qua.

## Báo cáo nhận dạng

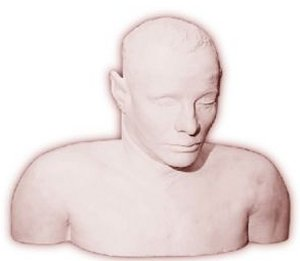
Một tấm thạch cao phần đầu và ngực của người đàn ông được cảnh sát chụp vào năm 1949.

Một số nhận dạng đã được đề xuất trong những năm qua. Một tờ báo của Adelaide, The Advertiser, trong báo cáo về việc phát hiện ra thi thể, đã đưa ra nhận dạng tiềm năng là "E.C Johnson, khoảng 45, của Arthur St, Payneham". Hôm sau, ngày 3 tháng 12 năm 1948, Johnson tự nhận diện mình tại đồn cảnh sát. Cùng ngày hôm đó, một tờ báo khác của Adelaide, The News, đã đăng một bức ảnh về người chết trên trang nhất, thu thập được nhiều cuộc gọi cung cấp thông tin của công chúng về những nhận dạng có khả năng liên quan đến người đàn ông. Đến ngày 4 tháng 12, cảnh sát đã thông báo rằng dấu vân tay của người đàn ông không có trong hồ sơ của cảnh sát Nam Úc, buộc họ phải điều tra xa hơn. Vào ngày 5 tháng 12, The advertiser thông báo rằng cảnh sát đã tra cứu hồ sơ quân sự sau khi một người đàn ông nhận rằng đã uống rượu với một người đàn ông giống như người bí ẩn tại một khách sạn ở Glenelg vào ngày 13 tháng 11. Trong buổi uống rượu của họ, người đàn ông được cho là đã tạo ra một thẻ lương hưu quân sự mang tên "Solomonson".
Đầu tháng 1 năm 1949, có hai người xác định thi thể này là của thợ cắt gỗ về hưu Robert Walsh 63 tuổi. Một người thứ ba, James Mack, cũng đã xem thi thể, ban đầu không thể xác định được nó, nhưng một giờ sau, anh đã liên lạc với cảnh sát để khẳng định đó là Walsh. Mack tuyên bố rằng lý do anh không xác nhận điều này khi xem là do sự khác biệt về màu tóc. Walsh đã rời Adelaide vài tháng trước đó để mua cừu ở Queensland nhưng đã không trở lại vào Giáng sinh theo kế hoạch. Cảnh sát đã hoài nghi, cho rằng Walsh quá già so với người chết kia. Tuy nhiên, cảnh sát nhận định rằng tử thi phù hợp với cơ thể của một người đàn ông là thợ đốn gỗ, mặc dù trạng thái của bàn tay người đàn ông cho thấy ông ta đã không chặt gỗ trong ít nhất 18 tháng. Tuy nhiên, mọi suy nghĩ về một nhận dạng tích cực được đưa ra đã bị dẹp bỏ. Khi Elizabeth Thompson - một trong những người trước đó đã tích cực xác định cơ thể là Walsh - đã rút lại tuyên bố của mình sau khi nhìn thấy cái xác lần thứ hai, không thấy vết sẹo đặc biệt, cũng như kích thước chân của người chết, khiến cô nhận ra cơ thể không phải là Walsh.
Đến đầu tháng 2 năm 1949, có tới tám nhận dạng "tích cực" khác nhau của cơ thể, bao gồm hai người đàn ông Darwin nghĩ rằng cơ thể là của một người bạn của họ, và những người còn lại nghĩ rằng đó là một nhân viên nhà ga mất tích, một công nhân trên tàu hơi nước hoặc một người đàn ông Thụy Điển. Các thám tử từ tiểu bang Victoria ban đầu tin rằng người đàn ông đến từ đó do sự giống nhau của nhãn hiệu giặt ủi với những thứ được sử dụng bởi một số công ty giặt khô ở Melbourne. Sau khi công bố bức ảnh của người đàn ông ở Victoria, 28 người tuyên bố biết danh tính của ông ta. Các thám tử Victoria đã bác bỏ tất cả các tuyên bố và nói rằng "các cuộc điều tra khác" cho thấy ông ta không phải là người Victoria.
Một thủy thủ tên là Tommy Reade từ SS Cycle, tại cảng vào thời điểm đó, được cho là người chết, nhưng sau khi một số bạn cùng tàu nhận dạng xác ở nhà xác, họ tuyên bố một cách cụ thể rằng xác chết không phải là của Tommy Reade.
Đến tháng 11 năm 1953, cảnh sát tuyên bố rằng gần thời điểm đó họ đã nhận được "giải pháp" thứ 250 về danh tính của xác chết, từ những người tuyên bố đã gặp hoặc biết ông ta. Nhưng họ nói rằng: "manh mối giá trị" vẫn là quần áo người đàn ông mặc.
Vào năm 2011, một người phụ nữ ở Adelaide đã liên lạc với nhà nhân chủng học sinh học Maciej Henneberg về một thẻ căn cước của H.C. Reynolds mà cô tìm thấy từ đồ đạc của cha mình. Tấm thẻ là một thứ giấy tờ được phát hành tại Hoa Kỳ cho các thủy thủ nước ngoài trong Thế chiến I. Henneberg được nhận tấm thẻ vào tháng 10 năm 2011 để so sánh ảnh ID với người đàn ông Somerton. Henneberg tìm thấy sự tương đồng về mặt giải phẫu ở một số phần như mũi, môi và mắt, song ông tin rằng chúng không đáng tin cậy bằng sự giống nhau của tai. Hình dạng tai của cả hai người đều "rất" khớp nhau, Henneberg cũng tìm thấy cái mà ông ta gọi là "dấu hiệu định danh độc nhất"; "một nốt ruồi trên má có cùng hình dạng và ở cùng một vị trí trong cả hai bức ảnh". Cùng với sự giống nhau của các đặc điểm tai, nốt ruồi này, trong trường hợp pháp y, sẽ cho phép tôi đưa ra một tuyên bố hiếm hoi tích cực xác định người đàn ông Somerton".
Thẻ ID số 5857 được cấp tại Hoa Kỳ vào ngày 28 tháng 2 năm 1918 cho H.C Reynold, mang quốc tịch "Anh",18 tuổi. US National Archives, UK National Archives và Australian War Memorial đã không tìm thấy một hồ sơ nào liên quan đến H.C Reynolds. South Australia Police Major Crime Branch, nơi vụ án vẫn được liệt kê là công khai, sẽ điều tra thông tin mới. Một số nhà nghiên cứu độc lập tin rằng thẻ ID thuộc về Horace Charles Reynold, một người đàn ông Tasmania đã chết năm 1953 và do đó không thể là người đàn ông Somerton.

## Cuộc điều tra của Abbott
Vào tháng 3 năm 2009, một nhóm nghiên cứu của Đại học Adelaide do Giáo sư Derek Abbott dẫn đầu đã bắt đầu nỗ lực giải quyết vụ việc thông qua việc giải mã và đề xuất khai quật tử thi để kiểm tra DNA. Các cuộc điều tra của ông đã dẫn đến các câu hỏi liên quan đến các giả định mà cảnh sát đưa ra về vụ án. Abbott cũng theo dõi bông sáp Barbour của thời điểm đó và tìm kiếm các biến thể bao bì khác nhau. Điều này có thể cung cấp manh mối tới quốc gia nơi nó được mua.
Quá trình bẻ khoá đoạn "mã" được thực hiện lại từ đầu. Người ta xác định được rằng tần số các chữ cái khác biệt đáng kể so với các chữ cái được viết ngẫu nhiên; tần số chữ cái đã được thử nghiệm thêm để xác định xem nồng độ cồn của người viết có thể thay đổi phân phối ngẫu nhiên hay không. Định dạng của mã cũng xuất hiện theo định dạng quatrain của Rubaiyat, hỗ trợ cho quan điểm rằng mã là thuật toán mã hóa dùng một lần (OTP - one-time pad). Máy tính được sử dụng để so sánh các bản sao của Rubaiyat, Talmud và Kinh Thánh với đoạn mã này để có cơ sở thống kê về tần số chữ cái. Đoạn mã ngắn đồng nghĩa nghĩa với việc các nhà điều tra sẽ phải dùng chính xác phiên bản của cuốn sách được sử dụng. Do bản gốc bị mất vào những năm 1960, các nhà nghiên cứu đã tìm kiếm một phiên bản FitzGerald nhưng không thành công.
Một cuộc điều tra đã chỉ ra rằng các báo cáo khám nghiệm tử thi năm 1948 và 1949 của Người đàn ông Somerton hiện đang mất tích và bộ sưu tập ghi chú Cleland của Thư viện Barr Smith không chứa bất cứ điều gì về vụ án. Maciej Henneberg - giáo sư giải phẫu tại Đại học Adelaide - đã kiểm tra hình ảnh về đôi tai của người đàn ông Somerton và thấy rằng phần hõm bên trên của tai (cymba) của ông ta lớn hơn khoảng hõm dưới ở tai (cavum) của ông ta. Đây là một đặc điểm chỉ có ở 1 - 2% dân số da trắng. Trong tháng 5 năm 2009, Abbott tham vấn với các chuyên gia nha khoa - những người kết luận rằng người đàn ông Somerton mắc chứng hypodontia (một rối loạn di truyền hiếm gặp) ở cả hai bên răng cửa. Đây là một điều chỉ xảy ra với 2% dân số nói chung. Vào tháng 6 năm 2010, Abbott có được một bức ảnh của Robin - con trai cả của Jessica Thomson, cho thấy rõ rằng ông ta cũng giống như người đàn ông vô danh - không chỉ có cymba lớn hơn cavum mà còn mắc cả hypodontia. Khả năng xảy ra sự trùng hợp ngẫu nhiên này là khoảng 1/10.000.000 - 1/20.000.000.
Giơi truyền thông cho rằng Robin Thomson, người 16 tháng tuổi tại thời điểm năm 1948 và qua đời năm 2009, có thể là con của Alf Boxall hoặc người đàn ông Somerton và đã qua đời với tư cách là con trai của Prosper Thomson. Xét nghiệm DNA có thể xác nhận hoặc loại bỏ suy đoán này. Abbott tin rằng một cuộc khai quật và test DNA NST thường có thể liên kết người đàn ông Somerton với một danh sách rút gọn của tên họ đó. Cùng với những đầu mối hiện có để danh tính của người đàn ông, đó sẽ là "mảnh cuối cùng của câu đố ghép hình". Tuy nhiên, vào tháng 10 năm 2011, Tổng chưởng lý John Rau đã từ chối cho phép khai quật cơ thể, nói rằng: "Cần phải có những lý do lợi ích công cộng vượt xa sự tò mò của công chúng hoặc có lợi ích khoa học rộng lớn."
Feelus cho biết vẫn có một số người ở châu Âu liên lạc với ông - những người tin rằng người đàn ông đó là người thân mất tích nhưng không tin rằng khai quật và tìm nhóm gia đình (family grouping) của người đàn ông sẽ đem lại câu trả lời cho người thân, vì "trong thời kỳ đó, rất nhiều tội phạm chiến tranh đã đổi tên và đến đến các quốc gia khác nhau".
Vào tháng 7 năm 2013, một hình ảnh mới về người đàn ông này được đưa ra, được cho rằng sẽ hỗ trợ công cuộc nhân dạng. "Thời gian này chúng tôi đã xuất bản ảnh khám nghiệm tử thi, và thật khó để nói thứ gì đó trông giống thứ đó", Abbott nói.
Theo một nguồn tin năm 2015 từ California Sunday, năm 2010, Abbott đã kết hôn với Rachel - con gái của Roma Egan và Robin Thomson.
Tháng 12 năm 2017, Abbott công bố rằng ba sợi tóc "xuất sắc" "ở giai đoạn phát triển thích hợp để tách DNA" đã được tìm thấy trên tấm thạch cao của xác chết, và đã được gửi đến ACAD (Australian Centre for Ancient DNA) tại Đại học Adelaide để phân tích. Việc xử lý kết quả có thể mất tới một năm. Vào tháng 2 năm 2018, nhóm nghiên cứu của Đại học Adelaide đã thu được phân tích độ nét cao về DNA ty thể từ mẫu tóc từ người đàn ông Somerton. Họ phát hiện ra rằng ông này và mẹ ông ta thuộc haplogroup H4a1a1a, chỉ có ở 1% người châu Âu.
Vào ngày 26 tháng 7 năm 2022, Abbott thông báo rằng ông và nhà phả hệ học Colleen Fitzpatrick đã xác định người đàn ông Somerton là Carl "Charles" Webb, một kỹ sw điện và chuyên gia dụng cụ khoa học sinh ngày 16 tháng 11 năm 1905 tại Footscray, ngoại ô thành phố Melbourne. Abbott đã giám định DNA những sợi tóc lấy từ khuôn thạch cao của mặt thi thể do Cảnh sát Nam Úc làm ra trong những năm cuối của thập niên 1940. Qua pháp y, kết quả đã khớp với con cháu của hai người họ hàng của Webb từ cả hai bên nhà nội và nhà ngoại.
Không một người họ hàng nào của Webb còn sống vào năm 2022 biết mặt ông. Ban đầu, không một bức ảnh nào của Webb trước khi chết được tìm thấy, nhưng sau khi điều tra, một bức ảnh của đội bóng đá trường Đại học Swinburne chụp vào năm 1921 được cho là có khả năng cao có mặt Webb, mặc dù bức ảnh không xác định danh tính của ông một cách trực tiếp. Vào tháng 11 năm 2022, chương trình Australian Story đã công bố những bức hình của Webb từ những năm 1920 được tìm thấy trong một cuốn album của gia đình nhà Webb.
Viện Pháp y Nam Úc, lúc này vẫn đang trong quá trình điều tra, đã từ chối bình luận về những phát hiện của Abbott. Cảnh sát Nam Úc vẫn chưa kiểm chứng kết quả, nhưng họ "lạc quan một cách thận trọng rằng điều này sẽ dẫn tới một bước đột phá".

## Cuộc điều tra của 60 Minutes
Vào tháng 11 năm 2013, người thân của "Jestyn" đã trả lời phỏng vấn cho chương trình truyền hình thời sự 60 Minutes. Kate Thomson - con gái của Jessica và Prosper Thomson - nói rằng mẹ cô là người phụ nữ được cảnh sát phỏng vấn, bà đã nói với cô rằng bà ấy đã nói dối họ - Jessica đã biết danh tính của "người đàn ông Somerton" và danh tính của ông ta cũng được bà "biết ở một mức độ cao hơn lực lượng cảnh sát". Cha cô đã mất năm 1995 và mẹ cô đã mất năm 2007. Kate Thomson cho rằng mẹ cô và "người đàn ông Somerton" có thể là gián điệp, đề cập rằng Jessica Thomson dạy tiếng Anh cho người di cư, quan tâm đến chủ nghĩa cộng sản và có thể nói tiếng Nga. Bà ta không tiết lộ với con gái mình về nơi bà đã học tiếng, hoặc lý do tại sao.
Góa phụ của Robin Thomson - Roma Egan và con gái Rachel Egan cũng xuất hiện trên 60 Minutes, cho thấy "người đàn ông Somerton" có thể là cha của Robin Thomson, là ông của Rachel. Nhà Egan báo cáo rằng đã nộp đơn đăng ký mới cho Tổng chưởng lý Nam Úc, John Rau, để được khai quật người đàn ông Somerton và xét nghiệm DNA. Derek Abbott sau đó cũng đã viết thư cho Rau để ủng hộ gia đình Egan, nói rằng việc khai quật xét nghiệm DNA sẽ phù hợp với chính sách của chính phủ liên bang về việc xác định binh sĩ trong các ngôi mộ chiến tranh nhằm đem lại một kết luận chính xác cho họ. Kate Thomson phản đối việc khai quật, trở nên thiếu tôn trọng anh trai mình.

## Mốc thời gian
- Khoảng năm 1905: Người đàn ông Somerton được sinh ra, theo báo cáo của nhân viên điều tra.
- Tháng 4 năm 1906: Alfred Boxall sinh ra ở London, Anh.
- 16 tháng 10 năm 1912: Prosper Thomson được sinh ra ở trung tâm Queensland.[17]
- 28 tháng 2 năm 1918: Thẻ căn cước H. C. Reynolds được cấp.
- 1921: Jessie Harkness sinh ra ở Marrickville, New South Wales.[17]
- 1936: Prosper Thomson chuyển từ Blacktown ở Sydney đến Melbourne, kết hôn và sống ở Mentone, Victoria, ngoại ô phía đông nam Melbourne.[17]
- Tháng 8 năm 1945: Jessica Harkness đưa cho Alf Boxall một bản sao Rubaiyat có chữ ký khi đang uống tại khách sạn Clifton Gardens, Sydney trước khi ông ta được đưa ra nước ngoài. Dòng chữ ký tên "JEstyn".
- Khoảng tháng 10 năm 1946: Jessica Harkness mang thai con trai Robin (giả sử mang thai trong thời gian bình thường).
- Cuối năm 1946: Harkness chuyển đến Mentone, Victoria để tạm thời sống cùng bố mẹ.[17] (Cùng một vùng ngoại ô Melbourne, nơi Prosper Thomson đã đến và sau đó là đến lượt người vợ (1936)).
- Đầu năm 1947: Harkness chuyển đến vùng ngoại ô thành phố Adelaide và đổi họ của thành Thomson - tên của người chồng tương lai.
- Tháng 7 năm 1947: Robin Thomson được sinh ra.[17]
- 15 tháng 1 năm 1948: Alf Boxall trở lại Sydney sau nhiệm vụ cuối cùng và được xuất ngũ vào tháng 4 năm 1948.[17]
- Tháng 7 năm 1948: "Prosper McTaggart Thomson, thuê chủ sở hữu xe hơi, ở Phố Moseley, Glenelg" xuất hiện tại Tòa án Địa phương Adelaide với tư cách là bị đơn trong một vụ tranh chấp bán xe, kể từ tháng 11 năm 1947, đánh dấu mốc Prosper Thomson hoạt động tại Adelaide từ năm 1947.[85]
- Ngày 30 tháng 11 năm 1948: Từ 8:30 đến 10:50: Người đàn ông Somerton được cho là đã đến Adelaide bằng tàu hỏa. Ông ta mua một vé cho chuyến tàu lúc 10:50 tới bãi biển Henley nhưng không dùng đến. Trong khoảng 6:15 đến 14 giờ, chỉ có ba vé này được bán ra. Chiếc vé mà người đàn ông Somerton mua là chiếc đầu tiên trong số đó.
- Từ 8:30 đến 10:50: Không có lời giải thích thỏa đáng cho những gì người đàn ông Somerton đã làm trong những giờ này. Không có ghi chép nào về tính khả dụng của các thiết bị phòng tắm tại nhà ga và không có vé trong túi của ông ta để có thể kết luận rằng ông này đã đến nhà tắm công cộng bên ngoài nhà ga.
- Từ 11:00 đến 11:15: Kiểm tra một chiếc vali màu nâu trong phòng treo đồ của nhà ga.
- Sau 11:15: Mua vé xe buýt 7 ngày cho chuyến khởi hành lúc 11:15 từ phía nam của North Tce (phía trước khách sạn Strathmore), đối diện ga xe lửa. Ông ta có thể đã lên xe ở sau đó ở nơi khác trong thành phố vì vé của ông ta là chiếc thứ sáu trong số chín vé được bán ở đoạn giữa ga xe lửa và South Tce; tuy nhiên, ông ta chỉ có một cửa sổ 15 phút kể từ lần đầu tiên ông ta có thể kiểm tra vali (phòng hành lý cách trạm xe buýt khoảng 60 mét). Không rõ ông ta đã dừng lại ở đâu; chuyến xe kết thúc tại Somerton lúc 11:44 và có những ý kiến chỉ ra rằng ông ta "chắc chắn" phải xuống tại Glenelg, cách khách sạn St. Leonard một quãng ngắn.[86] Điểm dừng này chưa đến 1 kilômét (3.300 ft) về phía bắc địa chỉ Moseley St của Jessica Thomson, nơi cách vị trí tìm thấy thi thể 400 mét.
- 19 giờ đến 20 giờ: Được nhìn thấy nhiều lần.
- 22 giờ đến 23 giờ: Thời gian ông ta ăn pasty, được ước tính dựa vào thời gian chết.
- Ngày 1 tháng 12, lúc 2 giờ sáng: Người đàn ông được ước tính đã chết lúc này. Thời điểm được suy đoán bởi tình trạng của co cứng của tử thi. Vì nghi ngờ đây là một vụ tự sát, không ai cố xác định thời gian mà cái chết xảy ra. Do chất độc ảnh hưởng đến sự quá trình co cứng, 2 giờ sáng có lẽ không chính xác.
- 6:30: Được tìm thấy bởi John Lyons và hai người đàn ông với một con ngựa.
- Ngày 14 tháng 1 năm 1949: Ga xe lửa Adelaide tìm thấy chiếc vali màu nâu của người đàn ông.
- Từ ngày 6 đến ngày 14 tháng 6: Mảnh giấy có dòng chữ "Tamám Shud" được tìm thấy.
- Các ngày 17 và 21 tháng 6: Cuộc điều tra của điều tra viên diễn ra.[16]
- Ngày 22 tháng 7: Một người đàn ông trao bản sao Rubaiyat mà ông ta đã tìm thấy vào ngày 30 tháng 11 (hoặc có lẽ một hoặc hai tuần trước đó) có chứa một số điện thoại và dòng chữ bí ẩn. Cảnh sát sau đó ghép tờ giấy "Tamám Shud" vào cuốn sách.
- Ngày 26 tháng 7: Dựa vào số điện thoại trên cuốn sách, người ta tìm đến một người phụ nữ sống ở Glenelg (Jessica Thomson, trước đây là Harkness). Xem tấm thạch cao của Paul Lawson, bà không xác định người đàn ông đó là Alf Boxall hay bất kỳ người nào khác. Nhật ký của Lawson cho ngày hôm đó gọi bà là "Bà Thompson" và nói rằng bà có "dáng người đẹp" và "rất chấp nhận được" (ám chỉ mức độ hấp dẫn), dẫn đến khả năng ngoại tình với người đàn ông Somerton. năm 1948, bà ta 27 tuổi. Trong một cuộc phỏng vấn sau đó, Lawson đã mô tả hành vi của bà ta rất kỳ quặc. Bà ấy xuất hiện như thể sắp ngất đi.[17] Jessica Harkness yêu cầu rút lại tên thật vì bà không muốn chồng biết mình biết Alf Boxall. Thực tế, bà chưa kết hôn vào thời điểm này, nhưng cái tên bà cung cấp cho cảnh sát là Jessica Thomson và đến năm 2002, tên thật của bà mới được tìm ra.[17]
- 27 tháng 7: Các thám tử Sydney định vị và phỏng vấn Alf Boxall.
- Đầu năm 1950: Prosper Thomson hoàn tất cuộc ly hôn.
- Tháng 5 năm 1950: Jessica và Prosper Thomson kết hôn.
- Những năm 1950: Rubaiyat bị mất.
- 18 tháng 5 năm 1953: Horace Charles Reynolds qua đời. Đây là người đàn ông Tasmania sinh năm 1900 và được một số nhà điều tra coi là chủ sở hữu của thẻ ID "H. C. Reynolds".[72]
- Ngày 14 tháng 3 năm 1958: Cuộc điều tra được tiếp tục. Thomsons và Alf Boxall không được đề cập tới. Không có kết quả mới được ghi lại và cuộc điều tra kết thúc.[87]
- 1986: Chiếc vali màu nâu và các vật dụng của người đàn ông Somerton bị phá hủy vì bị cho là "không còn cần thiết".
- 1994: Chánh án bang Victoria, John Harber Phillips, nghiên cứu các bằng chứng và kết luận rằng ngộ độc là do digitalis.
- Ngày 26 tháng 4 năm 1995: Prosper Thomson qua đời.
- Ngày 17 tháng 8 năm 1995: Alf Boxall qua đời.
- Ngày 13 tháng 5 năm 2007: Jessica Thomson qua đời.
- Tháng 3 năm 2009: Robin Thomson qua đời.
- Ngày 14 tháng 10 năm 2019: Tổng chưởng lý Nam Úc cấp phép khai quật người đàn ông Somerton để lấy mẫu DNA.[88]

## Các vụ án tương tự hoặc có thể liên quan, giai đoạn 1945 - 1949

### Joseph "George" Marshall
Tháng 6 năm 1945, ba năm trước cái chết của người đàn ông Somerton, thi thể của một người Singapore 34 tuổi tên là George Marshall (tên khai sinh là Joseph Saul Haim Mashal) được tìm thấy ở công viên Ashton, Mosman, Sydney với một bản sao Rubaiyat của Omar Khayyam trên ngực. Công viên Ashton nằm ngay sát Clifton Gardens. Ông ta được cho là đã tự sát bằng chất độc và sự việc xảy ra hai tháng trước khi Harkness đưa cho Boxall một bản sao Rubaiyat. Marshall là anh trai của David Marshall, người sau này trở thành bộ trưởng đầu tiên của Singapore. Một cuộc điều tra được tổ chức vào ngày 15 tháng 8 năm 1945; Gwenneth Dorothy Graham làm chứng tại cuộc điều tra. 13 ngày sau, người ta phát hiện cái xác loã thể của bà nằm sấp trong bồn tắm với một vết rạch trên cổ tay.

### Gia đình Mangnoson
Vào ngày 6 tháng 6 năm 1949, thi thể của Clive Mangnoson (hai tuổi) được tìm thấy trong một bao tải ở đồi cát Largs Bay, khoảng 20 kilômét (12 mi) lên bờ biển từ Somerton. Nằm bên cạnh là người cha bất tỉnh - Keith Waldemar Mangnoson. Người cha được đưa đến bệnh viện trong tình trạng rất yếu, bị phơi nhiễm; sau khi kiểm tra y tế, ông ta được chuyển đến bệnh viện tâm thần. Mangnosons đã mất tích suốt bốn ngày. Cảnh sát tin rằng Clive đã chết trong hai mươi bốn giờ khi xác của ông ta được tìm thấy. Neil McRae - người tìm ra hai nạn nhân - nói rằng ông ta đã nhìn thấy vị trí của hai người trong giấc mơ đêm hôm trước. Nhân viên điều tra không thể xác định nguyên nhân cái chết của Mangnoson, mặc dù đó không được cho là một cái chết tự nhiên. Những gì có trong dạ dày của đứa trẻ đã được gửi đến một nhà phân tích chính phủ để kiểm tra thêm.
Sau cái chết, mẹ của cậu bé, Roma Mangnoson, báo rằng đã bị uy hiếp bởi một người đàn ông đeo mặt nạ. Ông ta lái một chiếc xe kem cũ, suýt đâm bà ta trên đường Cheapside, Larges North. Bà Mangnoson nói rằng "chiếc xe dừng lại và một người đàn ông với chiếc khăn kaki trên mặt đã cảnh cáo bà 'tránh xa cảnh sát, nếu không thì liệu hồn'". Ngoài ra, có một người đàn ông trông tương tự cũng rình rập quanh nhà. Bà Mangnoson tin rằng tình huống này có liên quan đến việc xác định người đàn ông Somerton của chồng cô, cho rằng ông ta là Carl Thompsen, từng làm việc với ông ta ở Renmark năm 1939. Ngay sau khi được cảnh sát phỏng vấn về vụ quấy rối của mình, bà Mangnoson suy sụp và cần điều trị y tế.
JM Gower, thư ký của Hiệp hội Tiến bộ phía Bắc từng nhận được những cuộc gọi nặc danh đe dọa rằng bà Mangnoson sẽ gặp tai nạn nếu ông ta can thiệp. Cùng lúc đó, A. H. Curtis, quyền thị trưởng của cảng Adelaide cũng nhận được ba cuộc gọi với nội dung cảnh cáo "một tai nạn" nếu ông ta "dính mũi vào vụ Mangnoson". Cảnh sát nghi ngờ đó có thể chỉ là một trò lừa bịp và người gọi có thể chính là kẻ đã khủng bố một người phụ nữ mới mất chồng sống ở vùng ngoại ô gần đó.

## Phản ứng của truyền thông
Hai tờ nhật báo của Adelaide là The Advertiser và The News đã đưa tin về cái chết theo những cách riêng biệt. The Advertiser, và sau đó là một bảng tính buổi sáng, đã đề cập đến trường hợp này lần đầu trong một bài viết nhỏ ở trang ba của phiên bản ngày 2 tháng 12 năm 1948, mang tiêu đề "Body found on Beach" (tạm dịch: "Tử thi được tìm thấy trên bãi biển"): 
 Một thi thể, được cho là của EC Johnson, khoảng 45 tuổi, ở Arthur St, Payneham, đã được tìm thấy trên bãi biển Somerton, đối diện Crippled Children's Home vào sáng hôm qua. Phát hiện này được thực hiện bởi ông J. Lyons, tại Whyte Rd, Somerton. Thám tử H. Strangway và Constable J. Moss đang điều tra. 
The News - một tờ báo buổi chiều đã đăng câu chuyện về người đàn ông trên trang nhất, cung cấp thêm chi tiết về người đàn ông đã chết.
Như một nhà báo đã viết vào tháng 6 năm 1949, ám chỉ đến dòng trong Rubaiyat, "the Somerton Man seems to have made certain that the glass would be empty, save for speculation".
Một bài xã luận gọi trường hợp này là "một trong những bí ẩn sâu sắc nhất của Úc" và nhấn mạnh rằng nếu ông ta chết vì một chất độc hiếm và mơ hồ mà các chuyên gia độc học không thể xác định được, thì chắc chắn kiến thức uyên thâm về chất độc của hung thủ còn chỉ ra một điều gì đó nghiêm trọng, không chỉ là một vụ ngộ độc trong nước.

## Trong văn hoá đại chúng
- Tập 3 trong loạt phim thứ hai của The Doctor Blake Mysteries, "A Foreign Field" tập trung vào vụ án. Câu chuyện bao gồm một nạn nhân bí ẩn được tìm thấy đã chết tại một nơi công cộng, một chiếc vali quần áo đã bị gỡ mác được tìm thấy trong tủ khóa của nhà ga, một trang của một bài thơ được sử dụng với một mật mã và bữa ăn cuối cùng của nạn nhân là bánh pasty.[97]
- Vụ án được Casefile True Crime Podcast tái hiện trong Case 2: The Somerton Man, phát sóng vào tháng 1/2016.
- Colorado Kid - một cuốn tiểu thuyết bí ẩn của Stephen King, có một vụ án gần như y hệt sự kiện tại Tamam Shud, ngoại trừ nó là ở Maine.[98]
- Ban nhạc rock Úc Tamam Shud có tên từ vụ án này.[99]
- Bài hát "Taman Shud" năm 2015 của ban nhạc The Drone đề cập đến vụ án và người đàn ông không rõ danh tính. Album kế tiếp Feelin Kinda Free sử dụng hình ảnh của mã được tìm thấy ở mặt sau của Rubaiyat trong artwork của album.[100]
- Ban nhạc metal black/thrash Australian-European Deströyer 666 có một bài hát về vụ án, mang tựa đề "Tamam Shud", thuộc album Wildfire năm 2016 của họ.[101]
- Tập 9 trong loạt phim thứ hai của bộ phim khoa học viễn tưởng Colony được đặt theo tên của vụ án.[102]
- Tập 50 của podcast My Favourite Murder đã đề cập đến vụ án này.[103]
- Ban nhạc indie-rock của Anh - Cats and Cats and Cats - vào năm 2015 đã viết và thu âm một album với chủ đề trọng tâm tập trung vào vụ án này.[104]
- Tập 7 trong Ross Bolen Podcast của Grandex Media đã tái hiện vụ giết người Tamam Shud trong phân đoạn hàng tuần trong "Stuff to Wikipedia when You're High".[105]
- Vụ án được trình bày trong Tập 31 của podcast Don't Have Cows (DHC) do diễn viên hài Luke Hand - tại Melbourne - đảm nhiệm.[106]
- Tập 82 của chương trình podcast Do Go On nói về vụ án Tamam Shud. Vụ việc đã được tái hiện bởi các danh hài Melbourne là Dave Warneke, Jess Perkins và Matt Stewart.[107]
- Vụ án này có trong tập ra mắt của loạt YouTube BuzzFeed Unsolve và được làm lại trau chuốt hơn trong tập thứ 100 của sê-ri này.